# We Live Forever
We Live Forever è un singolo del gruppo musicale britannico The Prodigy, pubblicato il 25 ottobre 2018 come quarto estratto dal settimo album in studio No Tourists.

## Descrizione
Il brano è uno dei pochi a vedere la partecipazione completa dei componenti del gruppo ed è caratterizzato da un campionamento degli Ultramagnetic MCs.

## Tracce
Testi e musiche di Liam Howlett, Robert Chetcut, Keith Camilleri, Cedric Miller, Keith Thornton, Trevor Randolph e Maurice Smith.
Download digitale
1. We Live Forever – 3:43

Download digitale – remix
1. We Live Forever (Teddy Killerz Remix) – 3:58

## Formazione
- Liam Howlett – sintetizzatore, programmazione, produzione, missaggio
- Maxim – voce
- Keef Flint – voce
- Prash "Engine-Earz" Mistry – mastering